# Otto Steinhäusl
Otto Steinhäusl (10 de março de 1879 – 20 de junho de 1940) foi um SS-Oberführer da Áustria, Polizeipräsident (presidente da polícia) de Viena, e presidente da Interpol (1938–1940).

## Carreira na SS

### Datas de condecoração
- SS#292773
- SS-Standartenführer: 12 de março de 1938
- SS-Oberführer: 25 de julho de 1938

| Precedido por Michael Skubl | Presidente da Interpol 1938 - 1940 | Sucedido por Reinhard Heydrich |